# Fruit Ninja
Fruit Ninja (Fruit Ninja HD trên iPad và Fruit Ninja THD trên các thiết bị Android chạy Nvidia Tegra 2) (còn được biết đến ở Việt Nam với tên gọi Chém hoa quả) là một trò chơi do Halfbrick Studios phát triển tại Brisbane, Australia, được phát hành vào ngày 21 tháng 4 năm 2010 trên iPod Touch và iPhone, ngày 12 tháng 7 năm 2010 trên iPad, ngày 17 tháng 9 năm 2010 trên các thiết bị Android và ngày 22 tháng 12 năm 2010 trên Windows Phone. Sau đó, vào tháng 3 năm 2011, các phiên bản dành cho hai hệ điều hành Bada của Samsung và Symbian của Nokia cũng được phân phối trên các kênh ứng dụng của chúng. Ngay trước khi E3 2011 diễn ra, Fruit Ninja Kinect được phát hành trên hệ máy Xbox 360 vào ngày 10 tháng 8 năm 2011. Fruit Ninja cũng được phát hành cho Windows 8 vào ngày 7 tháng 6 năm 2012. Ngoài ra còn có một phiên bản arcade tên là Fruit Ninja FX. Người chơi phải chặt đôi các loại trái cây được tung lên không bằng cách trượt ngón tay trên màn hình cảm ứng của thiết bị. Trò chơi hỗ trợ các chế độ nhiều người chơi và bảng xếp hạng.
Trò chơi nhận được những phản ứng tích từ phía giới phê bình và người sử dụng; doanh số bán ra lần lượt vượt ngưỡng 3 triệu, 4 triệu và 20 triệu lượt tải về trên mọi hệ máy vào tháng 11 năm 2010, tháng 12 năm 2010 và tháng 3 năm 2011. Tháng 5 năm 2012, Fruit Ninja đạt mức 300 triệu lượt tải về và có mặt trên một phần ba tổng số điện thoại iPhone ở Mỹ. Trò chơi được đánh giá là sự kết hợp tuyệt vời giữa giá thành rẻ và lối chơi gây nghiện. Ngoài ra trò chơi còn được khen ngợi bởi sự hỗ trợ và các cập nhật từ phía nhà phát triển Halfbrick.

## Lối chơi

Màn hình của trò chơi ở chế độ Classic

Trong Fruit Ninja, người chơi chém các loại trái cây với một lưỡi kiếm được điều khiển thông qua màn hình cảm ứng. Khi trái cây được tung lên, người chơi trượt ngón tay qua màn hình để tạo ra một đường chém nhằm chẻ đôi chúng. Người chơi sẽ được cộng điểm thưởng nếu chẻ được nhiều trái cây trong một lần chém và có thể dùng thêm các ngón tay khác để thực hiện nhiều đường chém cùng một lúc.
Trong chế độ Classic, người chơi phải chém được tất cả số trái cây được tung lên và nếu chém trượt 3 quả thì trò chơi sẽ kết thúc. Nhưng khi đạt được số điểm là cấp số nhân của 100, người chơi sẽ được thêm một mạng (trừ khi họ chưa chém trượt quả nào). Thỉnh thoảng bom sẽ được tung lên và trò chơi cũng sẽ kết thúc nếu chúng bị chém trúng. Chế độ Zen cho phép người chơi không bị bom cản trở và có 90 giây. Còn trong chế độ Arcade thì người chơi sẽ chỉ có 60 giây nhưng được bổ sung các loại chuối cho phép nhân đôi số điểm (Double Points), tăng số quả được tung lên (Frenzy) hoặc làm trái cây chuyển động chậm lại và đóng băng thời gian trong một khoảng thời gian ngắn (Freeze). Quả lựu (Multi-slice Pomegranate) có thể được chém nhiều lần, đôi khi xuất hiện trong chế độ Classic và luôn xuất hiện khi mỗi màn chơi ở chế độ Arcade kết thúc. Bên cạnh đó còn có quả thanh long, xuất hiện trong chế độ Classic, rất hiếm khi có và có giá trị 50 điểm.
Vào lễ kỷ niệm 2 năm ngày ra mắt của Fruit Ninja, Halfbrick cho ra mắt bản cập nhật với một tính năng mới gọi là Gutsu's Cart. Người chơi có thể thu thập quả khế trong các màn chơi để mua những vật phẩm có ở Gutsu's Cart, bao gồm Berry Blast (khiến quả dâu tây nổ tung khi bị chém và người chơi được cộng thêm 5 điểm), Peachy Time (chém một quả đào trong hai chế độ Zen hoặc Arcade sẽ kéo dài thời gian thêm 2 giây), Bomb Deflect (khiến bom không phát nổ khi bị chém phải và đánh bay quả bom ấy đi) và mua khế (bằng tiền thật, US$ cho máy dùng iOS và đ cho máy dùng Android). Người chơi sẽ nhận được số khế tương ứng với điểm số khi màn chơi kết thúc.
Chế độ nhiều người chơi được hỗ trợ trên các thiết bị iOS thông qua ứng dụng Game Center của Apple, cho phép lối chơi cạnh tranh cũng như các bảng xếp hạng. Trong các màn chơi nhiều người, lưỡi kiếm và trái cây của người chơi có màu đỏ, khác với màu xanh dương của đối thủ. Người chơi chỉ được chém trái cây của mình và phải tránh trái cây của đối thủ. Những loại trái cây có màu trắng có thể được chém bởi cả hai người và có giá trị 3 điểm. Phiên bản dành cho iPad của trò chơi có chất lượng đồ họa được cải tiến và cho phép hai người chơi trên cùng một thiết bị. Người chơi có thể chia sẻ điểm số của mình thông qua Open Feint, Twitter và Facebook.
Vào lễ kỷ niệm 5 năm ngày ra mắt của Fruit Ninja, Halfbrick cho ra mắt bản cập nhật mới (2.3.3), sẽ xuất hiện táo vàng và 1 phần chơi gọi là Festival. Trong phần Festival có 2 chế độ chơi là Tournament và Mini Games. Trong Tournament, người chơi sẽ phải đấu với 6 ninja (Truffles, Nobu, Mari, Han, Katsuro và Rinjin) và mất 10 quả táo vàng (nhận Golden Ember Blade sẽ được miễn phí). Người chơi chỉ được chém quả màu xanh (1 điểm, nếu đạt combo sẽ được số điểm gấp 3 lần số điểm trong phần chơi thường, nếu ninja chém vào sẽ mất 5 điểm và người chơi được 1 điểm), quả màu trắng (10 điểm), không chém quả màu đỏ (mất 5 điểm, ninja được 1 điểm) và không chém bom (mất 20 điểm). Thắng Rinjin, bạn sẽ được Golden Ember Blade (chém 1 quả được chém quả đó thêm 1 lần nữa, nếu sau 3 giây không chém thì nó sẽ tự tách ra và không có điểm). Còn trong Mini Games, có 6 kiểu chơi là Cherry Bomb, Swarm, Time Attack, Juggle, Fortune và Quick Draw. Mỗi lượt chơi một trong 6 kiểu sẽ mất 100 quả khế. Cứ chém 1 quả bom là mất 10 hoặc 20 điểm và thời gian chơi của mỗi game là 45 giây (trừ Time Attack - 20 giây). Trong phần Cherry Bomb, chém những quả sơ-ri gần bom để được 10 điểm và được Combo Blitz (+5 điểm). Chém được 1 quả nữa sẽ được Great Blitz (+10 điểm) và sau đó cứ cộng thêm 5 điểm vào Blitz (Awesome Blitz (+15), Super Blitz (+20), Hyper Blitz (+25) và cao nhất là Unbelieveable Blitz (+30)). Phần chơi này được dùng Northern Light Blade. Trong phần Swarm, người chơi phải chém quả và đẩy bom ra chỗ khác. Mỗi lượt sẽ xuất hiện 1 quả. Phần chơi này được dùng Flame Blade. Trong phần chơi Time Attack, sẽ có những quả chanh sáng (+1 giây). Cách chơi giống như chơi phần Arcade. Phần chơi này được dùng Firework Blade. Trong phần chơi Juggle, sẽ có những quả thanh long vàng. Người chơi phải chém thanh long vàng và chém quả Berry Blast để làm nổ thanh long vàng. Khi hết thời gian, những quả thanh long vàng sẽ tự động nổ. Phần chơi này được dùng Wind Blade. Trong phần chơi Fortune, sẽ xuất hiện những chiếc bình (bên trong có 3 trái cây, có cơ hội được 1 bình khác ở trong. Phần chơi này dùng Caligraphy Brush Blade. Trong phần chơi Quick Draw, sẽ xuất hiện nhiều bom và có ít quả. Phần chơi này được dùng Lightning Blade.

## Phát triển và quảng bá
Trong một bài phỏng vấn với GameSpot, Phil Larsen, giám đốc marketing của Halfbrick cho biết, "Chúng tôi đã theo dõi nhiều kênh khác nhau [...] game indie, PSN, XBLA, [...] và nghiên cứu rất nhiều về các xu hướng trên iPhone để có thể tạo ra một trò chơi hiệu quả." Sau đó ông nói về quá trình lên ý tưởng cho các trò chơi mới của công ty, "Fruit Ninja cũng được xuất phát từ quá trình [đó], nhưng chúng tôi coi nó là một cái gì đó đặc biệt hơn [và] quyết định tập trung vào trò chơi." Luke Muscat, trưởng bộ phận thiết kế của trò chơi, cho biết nét độc đáo của màn hình cảm ứng cũng như lượng thời gian phát triển ngắn đã góp phần thúc đẩy Halfbrick phát triển trò chơi.
Trò chơi ban đầu được phát hành trên iPod Touch và iPhone vào ngày 21 tháng 4 năm 2010S, và sau đó là trên iPad với tên gọi Fruit Ninja HD vào ngày 12 tháng 7 năm 2010. Ngày 17 tháng 9 năm 2010, Fruit Ninja được phát hành trên các thiết bị Android. Ngày 2 tháng 11 năm 2011, chế độ Arcade với một lối chơi mới được công bố và được ra mắt sau 2 ngày. Tháng 12 năm 2010, phiên bản Lite cũng như Fruit Ninja HD được phát hành trên các thiết bị iOS. Trò chơi cũng đã được phát hành trên Windows Phone 7 vào ngày 22 tháng 12 năm 2010. Phil Larsen cho biết do đặc điểm của các ứng dụng trên iOS, họ cần có một chiến lược quảng bá khác. "Trò chơi của bạn có thể đứng đầu bảng để rồi tuột hạng chỉ trong 3 ngày. Bạn cần cho nó ra mắt vào đúng thời điểm đồng thời có những kế hoạch để duy trì nó." Ngày 21 tháng 10 năm 2011, một bản cập nhật dành cho phiên bản Android được ra mắt, bổ sung chế độ Arcade, các bảng xếp hạng và lưỡi kiếm băng. Tháng 6 năm 2011, phiên bản dành cho PC cũng đã được phát hành Ngoài ra còn có một phiên bản dựa trên bộ phim Puss in Boots.
Tháng 3 năm 2011, Halfbrick công bố phiên bản trên Facebook với tên gọi Fruit Ninja Frenzy. Đến ngày 18 tháng 11 năm 2012, phiên bản này đã có thể được chơi trên Facebook. Giữa năm 2011, phiên bản arcade của trò chơi với tên gọi Fruit Ninja FX được ra mắt. Tháng 3 năm 2012, Halfbrick công bố việc hợp tác với BlueStacks để phát hành Fruit Ninja trên hệ điều hành Microsoft Windows. Trò chơi nhận được 1 triệu lượt tải về chỉ trong 10 ngày.

## Sự đón nhận
Fruit Ninja nhận được những phản hồi tích cực từ phía giới phê bình và người sử dụng. Phiên bản trên iOS bán được hơn 200,000 bản trong tháng đầu tiên. Đến tháng thứ ba hơn 1 triệu bản đã được bán. Trò chơi vượt ngưỡng 2 triệu bản vào tháng 9 năm 2010 và đạt mức 4 triệu bản vào tháng 9 năm 2010. Đến tháng 3 năm 2011 số lượt tải về trên tất cả các hệ máy vượt ngưỡng 20 triệu. Tháng 5 năm 2012, trò chơi đạt mức 300 triệu lượt tải về, đồng thời có mặt trên một phần ba tổng số điện thoại iPhone ở Mỹ. Phiên bản dành cho Windows Phone 7 trở thành ứng dụng được tải về nhiều nhất trong tuần từ 28 tháng 12 năm 2010. Trò chơi lọt vào danh sách 50 ứng dụng xuất sắc nhất trên iPhone năm 2011 của tạp chí Time. Phiên bản Xbox Live Arcade bán được hơn 739,000 bản trong năm đầu tiên.
Các nhà phê bình hầu hết đều khen ngợi yếu tố vui nhộn của Fruit Ninja. Levi Buchanan của IGN gọi trò chơi là "một niềm vui tức thì". Chris Reed của Slide to Play cho rằng trò chơi là lựa chọn hoàn hảo cho những lúc buồn chán. Jim Squires của GameZebo cảm thấy lối chơi của Fruit Ninja đơn giản nhưng dễ gây nghiện. Geoff Gibson của DIYGamer nhận xét rằng Fruit Ninja có khả năng "trở thành một hiện tượng mới trên App Store." Một số nhà phê bình khen ngợi mức giá của trò chơi cũng như sự tâm huyết của Halfbrick. James Pikover của GameZone đánh giá rằng "có lẽ điều tuyệt vời nhất chính là trò chơi còn chưa hoàn thiện" bởi những chế độ chơi sẽ được ra mắt trong tương lai. Andrew Nesvadba của App Spy cũng đánh giá cao những cập nhật liên tiếp của Halfbrick cũng như chất lượng đồ họa của trò chơi.
Hệ thống tính điểm và độ khó của trò chơi nhận được những phản ứng trái chiều. Chris Reed cảm thấy đáng lẽ nên có nhiều lựa chọn về độ khó. Andrew Nesvadba và Geoff Gibson thì cho rằng do cơ hội điểm thưởng xuất hiện một cách ngẫu nhiên, việc phá kỷ lục về điểm số trở nên khó khăn hơn.